# アメリカ・ユニテリアン協会
アメリカ・ユニテリアン協会（あめりかゆにてりあんきょうかい、英: the American Unitarian Association）は、かつて存在したアメリカ合衆国のユニテリアン組織。

## 沿革

### アメリカ合衆国
1796年、イギリスからアメリカ合衆国に移住したジョゼフ・プリーストリーが、ペンシルバニア州フィラデルフィアで知識人12人を指導し、アメリカで最初のユニテリアン教会を創設。1818年、ウィリアム・チャニングら牧師は長老派教会・会衆派教会から分派し、ボルチモア第一独立教会（the First Independent Church of Baltimore）を設立し、1821年には会誌「UUワールド」の発行が開始された 。
アメリカ・ユニテリアン協会は1825年、ブリティッシュ・アンド・フォーリン・ユニテリアン協会の設立日同日に設立された。
会衆派教会と東部マサチューセッツ州で著名人の支持を得た一方、1826年には、会衆派教会のボストン・ハノーヴァー教会主任牧師となったライマン・ビーチャーにより、正統派による信仰復興運動の第二次大覚醒（the Great Awakening）が高揚し、ユニテリアン増大阻止活動が行われた。
本部であるマサチューセッツ州ボストンのボストン第一教会は、ピューリタンの主任牧師であったジョン・ウィルソン（John Wilson）らが1630年に創設したものであるが、こうした19世紀の教会分裂を経て、1833年にユニテリアン教会となった。しかしながら、歴史的・立地的に長くハーバード大学と提携している教会である。
ユニテリアンはキリスト教の大覚醒に反対し、また正統教理も認めなかったため、一般的に歴史的キリスト教会ではこれを異端としている。
1961年にアメリカ・ユニテリアン協会はアメリカ・ユニヴァーサリスト教会と合併し、ユニテリアン・ユニヴァーサリスト協会を設立した。

### 日本
日本でユニテリアン主義が一般に紹介されたのは1886年（明治19年）年頃で、翌1887年（明治20年）12月には福澤諭吉や司法大臣金子堅太郎らの招聘により、ハーバード大学出身のアーサー・メイ・ナップ牧師が来日し、ユニテリアン・ミッションのための調査活動を開始した。慶応義塾大学部には福沢諭吉によって、ナップの母校の3名が教授として招聘された。
彼らはユニテリアンを一教派ではなく、一つの精神運動としている。
1889年、ナップは宣教師のクレイ・マコーレーと共に再来日した。徳川義礼はナップを金銭的に援助し、マコーレーはナップの後継者として協会のミッションを組織化した。1890年に「ゆにてりあん」を創刊。1891年に東京自由神学校を設立した。
1894年、本部として、幕末の江戸薩摩藩邸の焼討事件の跡地に「唯一館」（ユニテリアン・ホール）が建設され、布教活動が開始された。「統一教会」、「統一教会神学校」が存在し、しばしばキリスト教青年会同盟と対立した。
哲学者の杉浦貞二郎によれば、統一教会や日本基督教会など17の団体がユニテリアン主義者を擁している。

## 人物
- ウィリアム・チャニング（英語版）  -  ボルチモア第一独立教会（英語版）の初代主任牧師。アメリカ独立宣言の署名者の一人であるウィリアム・エラリーの孫。
- ヘンリー・ウォード・ビーチャー  -  長老派教会・会衆派教会の著名な牧師ライマン・ビーチャーの息子で、転向してユニテリアン主義を主導した。姉は『アンクル・トムの小屋』の著者であるハリエット・ビーチャー・ストウ。
- ウィリアム・エマーソン（英語版）  -  アメリカ本部のボストン第一教会（英語版）の主任牧師。息子にラルフ・ウォルド・エマーソン。
- トマス・スター・キング  - 1860年にサンフランシスコ第一ユニテリアン教会（英語版）の主任牧師となった。元は会衆派のボストン・ホリス・ストリート教会（英語版）の主任牧師。